# Yunjin

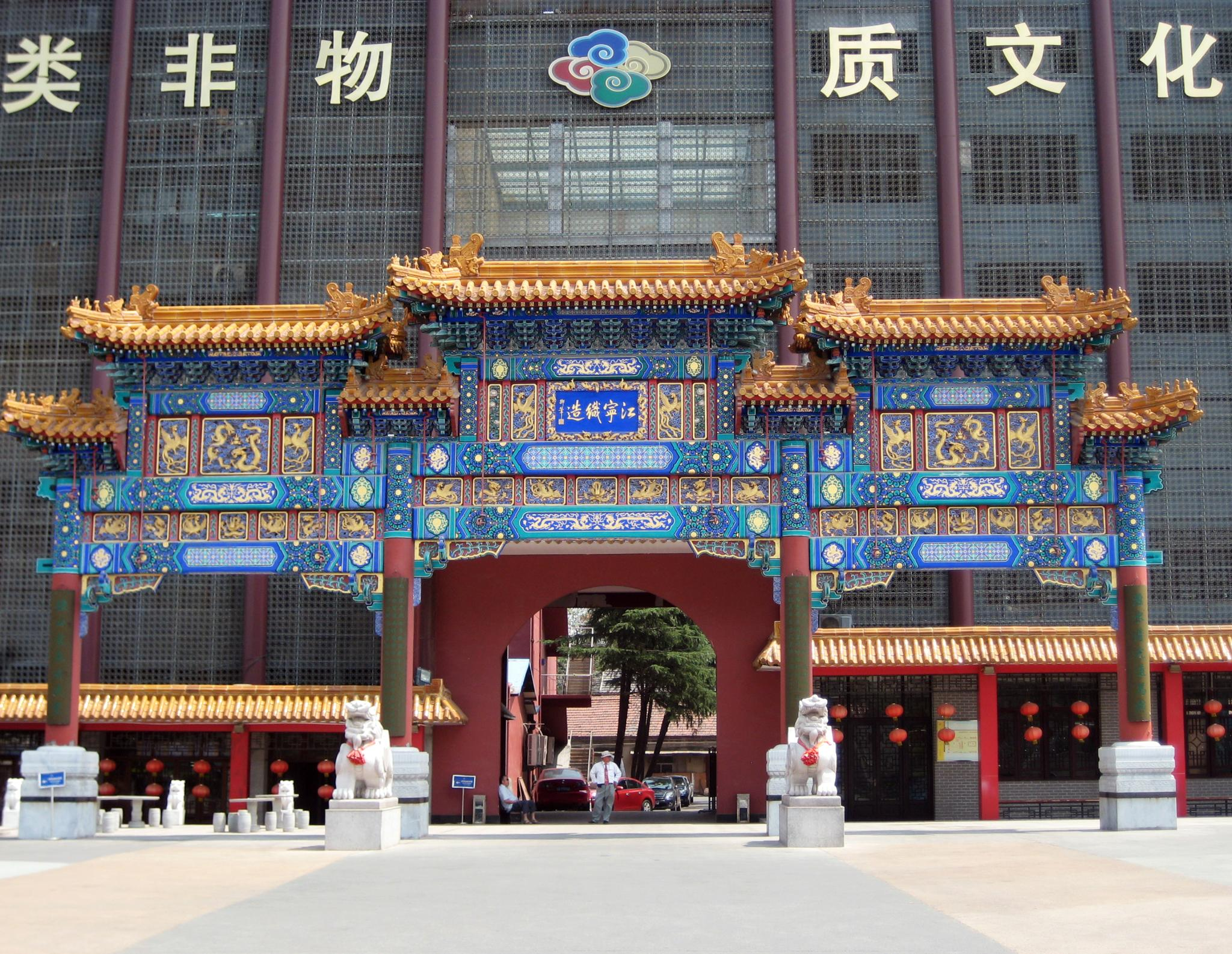
Institut de recherche sur le brocart Yunjin de Nanjing

Le brocart Yunjin de Nanjing dans le Sud de la Chine est tissé de façon traditionnelle depuis plus de 1500 ans.
La technique complexe comprenant plus d'une centaine d'opérations était utilisée pour la confection des étoffes  des costumes impériaux comme les robes brodées de dragons. Le tissage est réalisé à partir de matériaux précieux tels que des fils de soie, d’or ou de plumes de paon. 
« L’artisanat du brocart Yunjin de Nanjing » a été inscrit en 2009 par l'UNESCO sur la liste représentative du patrimoine culturel immatériel de l’humanité.

## Technique

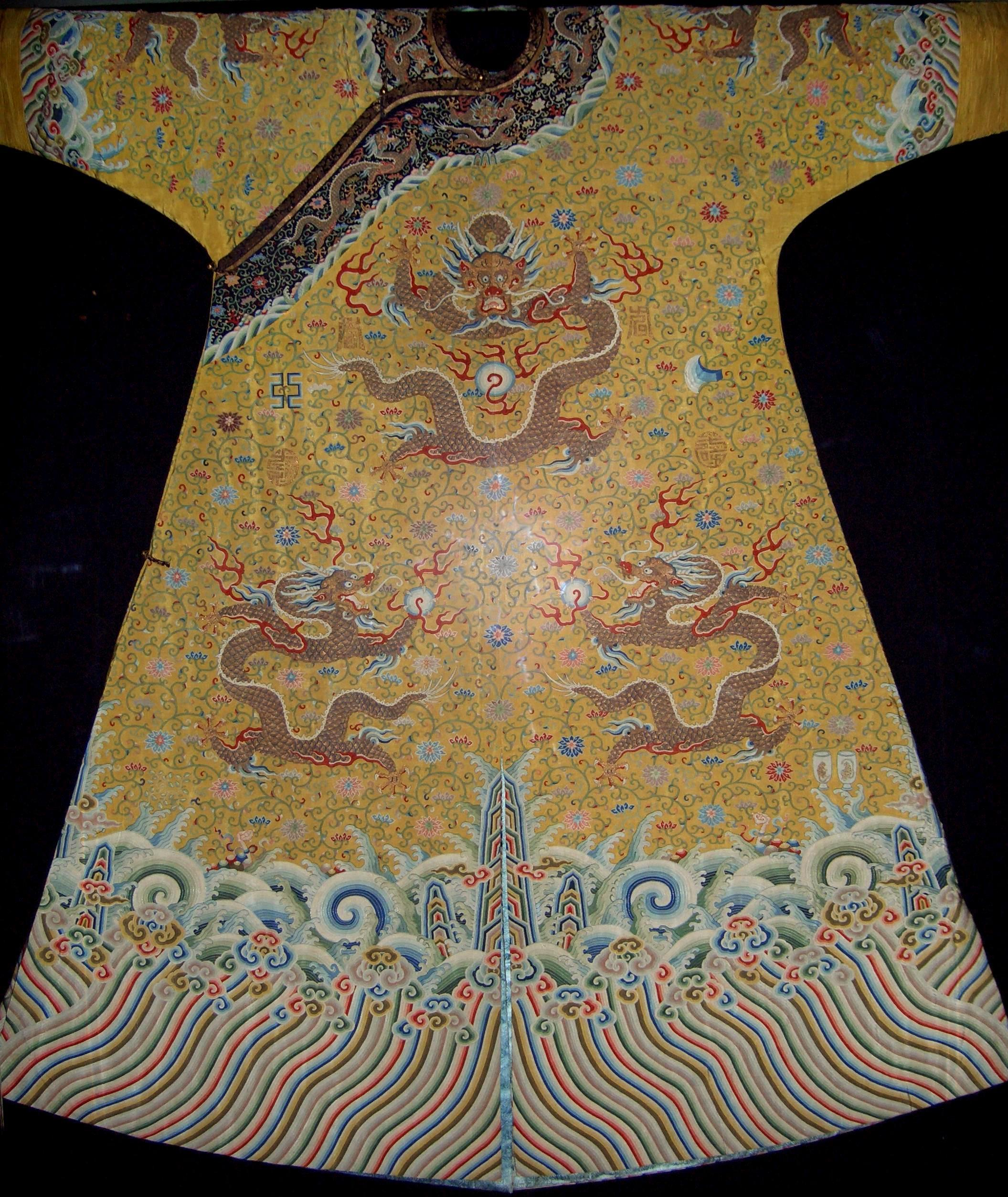
Robe du dragon en brocart Yunjin de L'Empereur Qianlong (1736-1796) au Grassi Museum de Leipzig